# 埃莉萨·隆戈·博尔吉尼
埃莉萨·隆戈·博尔吉尼（義大利語：Elisa Longo Borghini，1991年12月10日—）生于奥尔纳瓦索，是一名意大利女子自行车运动员，主攻公路自行车项目。她的父亲是一名前越野滑雪教练，母亲Guidina Dal Sasso是一名前越野滑雪运动员，哥哥Paolo同样是一名自行车选手。她是意大利警察部队的一员，通过金色火焰（Fiamme Oro）项目来维持自身的竞争力。

## 外部連結
- 埃莉萨·隆戈·博尔吉尼 at Cycling Archives
- 埃莉萨·隆戈·博尔吉尼在CQ Ranking
- 埃莉萨·隆戈·博尔吉尼在ProCyclingStats的頁面